# Sertão (Rio Grande do Sul)
Sertão is een gemeente in de Braziliaanse deelstaat Rio Grande do Sul. De gemeente telt 6.644 inwoners (schatting 2009).